# Chloropsis jerdoni
Chloropsis jerdoni (лат.) — вид воробьиных птиц семейства листовковых, распространённый в Индии и на Шри-Ланке. Видовое латинское название дано в честь британского зоолога Томаса Джердона (1811—1872).
Птица крепкого телосложения, с длиной тела 16—18 см. Клюв конический, длинный, чуть изогнутый. Крылья закруглённые. Хвост прямой. Ноги крепкие.

## Внешний вид
Основная окраска оперения зелёного цвета. От основания клюва идут голубые «усы». У самцов на лице маска чёрного цвета окаймлённая жёлтым цветом, занимает также верхнюю часть горла и слегка изогнутый клюв. Также желтоватый оттенок есть на бёдрах и груди. У самок маска отсутствует, а верхняя часть горла голубая. 
Активны днём. Встречаются поодиночке, парами или небольшими группами. Всеядны. Питаются насекомыми и фруктами, иногда нектаром. Эти птицы размножаются в течение всего года, с пиком между мартом и сентябрём на севере ареала и между ноябрём и маем на юге. Образуют пары на один сезон. Самка строит чашеобразное гнездо между ветвями деревьев. В гнезде 2—3 розовых яйца. Насиживает самка. Инкубация продолжается для около двух недель. О потомстве заботятся оба родителя. Птенцы становятся самостоятельными примерно через полтора месяца.

## Обитание
Предпочитают плотный кустарник, густые вечнозелёные и открытые лиственные участки. В поисках нектара птицы опыляют цветы деревьев и кустарников. Летают парами или небольшими группами, питаются ягодами, а также охотятся за насекомыми и пауками в густой листве, выписывая в воздухе различные пируэты.

## Пение
Песни наполнены свистками, повторяющимися звуками и щёлканьем, и это не только собственная песня, но и очень хорошая имитация пения других птиц, таких как портнихи, краснощёкий настоящий бюльбюль, чёрный дронго, йоры, красноклювая альциона, длиннохвостый сорокопут, сорочья славка. Поскольку различные имитации следуют друг за другом в быстрой последовательности (перемежаясь с собственным пением), одна птица C. jerdoni, хорошо замаскированная в листве дерева, обманет слушателя, создавая впечатление, что на этом дереве находится целая группа птиц, поскольку пение продолжается и тогда, когда другие птицы уже улетели.
Поведение
Птицы могут быть очень решительными и даже агрессивными в период поиска корма, всем видом показывая, что никого не пустят на дерево, где есть чем поживиться.

## Похожие птицы
В семействе листовковых есть несколько видов внешне очень схожих и обитающих в Индии. Каждый вид, в основном, с зелёным оперением, небольшого размера, с хвостом средней длины и привычкой летать в верхнем или среднем лиственном покрове. Все они питаются фруктами, насекомыми и даже нектаром.
- Оранжевобрюхая листовка (Chloropsis hardwickii) встречается только в нижних и средних Гималаях
- Chloropsis jerdoni обитают на большей части полуострова.
- Золотистолобая листовка (Chloropsis aurifrons) широко распространена по всему региону, перекрываясь в ареале со всеми другими субконтинентальными листовковыми[6].

Различия
- Среда обитания часто может указывать на вид птиц из семейства листовковых. Если это тропический лес, то, скорее всего, там обитают золотистолобые листовки, в то время как в сухой пустынной местности с разбросанными деревьями, скорее всего, будут только C. jerdoni. Однако во многих регионах, в таких как западное побережье, леса центральной Индии или на части восточных территорий могут сосуществовать оба вида (с различным соотношением численности).
- Птенцов листовковых птиц сложно различить, часто требуется взгляд специалиста, умеющего распознать многочисленные особенности, прежде чем можно будет провести идентификацию.
- Если птицы следуют парой, этот факт часто помогает идентифицировать вид, так как золотистолобые листовки не демонстрируют явного полового диморфизма, который проявляют C. jerdoni [7].